# Feofilakt (Kurjanov)
Feofilakt (světským jménem: Denis Anatoljevič Kurjanov; * 27. srpna 1974, Grozný) je ruský duchovní Ruské pravoslavné církve a arcibiskup pjatigorský a čerkeský.

## Život
Narodil se 27. srpna 1974 v Grozném
Po střední škole nastoupil roku 1992 na Stavropolský duchovní seminář.
Dne 5. dubna 1994 jej metropolita stavropolský a vladikavkazský Gedeon (Dokukin) postřihnul na monacha se jménem Feofilakt. Dne 23. dubna stejného roku byl biskupem verejským Jevgenijem (Rešetnikovem) rukopoložen na jerodiákona a 5. června na jeromonacha.
Roku 1996 dokončil studium semináře a stal se představeným chrámu v sídle Ryzdvjanyj.
Dne 18. května 1998 byl jmenován blagočinným Blagodarněnského okruhu a představeným chrámu svatého Alexandra Něvského v Blagodarném.
Roku 2000 započal studium na Institutu družby národů Kavkazu ve Stavropolu kde se věnoval studiu psychologie.
V dubnu 2001 byl povýšen na igumena a ustanoven blagočinným Izobilněnského okruhu. Od 1. září 2002 začal přednášet liturgiku na Stavropolském duchovním semináři.
Roku 2003 začal dálkově studovat na Moskevské duchovní akademii, kterou dokončil roku 2007.
Dne 19. července 2006 jej Svatý synod zvolil biskupem magnitogorským a vikářem čeljabinské eparchie. Dne 28. srpna 2006 byl povýšen na archimandritu.
Dne 22. září 2006 byl oficiálně jmenován biskupem a 24. září proběhla v chrámu Krista Spasitele v Moskvě jeho biskupská chirotonie. Světiteli byli patriarcha moskevský a celé Rusi Alexij II., metropolita krutický a kolomenský Juvenalij (Pojarkov), metropolita kalužský a borovský Kliment (Kapalin), metropolita čeljabinský a zlatoustovský Jov (Tyvoňuk), arcibiskup istrijský Arsenij (Jepifanov), arcibiskup verejský Jevgenij (Rešetnikov), arcibiskup elistský a kalmycký Zosima (Ostapenko), biskup filipopolský Nifon (Sajkali) (Pravoslavný patriarchát antiochijský), biskup krasnogorský Sava (Volkov), biskup bakuský a přikaspický Alexander (Iščein), biskup stavropolský a vladikavkazský Feofan (Ašurkov), biskup bronnický Amvrosij (Jermakov) a biskup jejský Tichon (Lobkovskij).
Dne 11. srpna 2008 se stal dočasným správcem kurganské eparchie. Dne 6. října 2008 byl ustanoven biskupem bronnickým, vikářem moskevské eparchie a správcem Patriarchálních farností v Turkmenistánu.
Dne 31. března 2009 byl ustanoven biskupem smolenským a vjazemským.
Dne 22. března 2011 byl převeden na pjatigorskou katedru.
Dne 1. února 2014 byl povýšen na arcibiskupa.